# 堀景光
堀 景光（ほり かげみつ、生年不詳〜文治2年1186年?）は、平安時代末期の武士。源義経の郎党。通称は弥太郎。

## 経歴
系譜など詳しいことは分かっていないが、早い時期から義経子飼いの郎党として行動していたらしい。
『吾妻鏡』によると、元暦2年（1185年）5月15日、義経の使者として鎌倉へ向かい「壇ノ浦の戦いの捕虜である平宗盛・清宗親子を連れ15日に酒匂駅に着くので、明日鎌倉へ入りする」と伝えるが、義経の兄頼朝は北条時政を酒匂の宿に送り、宗盛親子のみを鎌倉に入れる。義経には小山朝光を使者として送り、許可無く鎌倉へ入る事を許さず、その場に逗留し呼び出しに従うように命じた。
義経が鎌倉入りを許されず京都へ戻る道中の6月21日、近江国篠原の宿で義経の命により景光が平清宗を斬る。
同年11月3日、頼朝と対立し、都を落ちる義経に同行。九州へ向かう船が暴風雨によって難破し義経一行が離散した時も、武蔵坊弁慶、源有綱、静御前と共に義経の身辺にあった。
文治2年（1186年）9月20日、都に潜んでいた景光は、鎌倉の御家人・糟屋有季に捕縛され、義経が奈良の興福寺に潜んでいたこと、義経の使いとして藤原範季と連絡を取っていた事を自白している（『玉葉』）。
その最期については諸説あり、判然としないが、同時期には同じく義経の郎党であった佐藤忠信や伊勢義盛が討たれていることから、景光も鎌倉方によって処刑されたとする見方もある。
『平治物語』では「金商人」とされている事から、金売吉次の後身ともいわれる。